# 植村家道
植村 家道（うえむら いえみち）は、大和高取藩の第6代藩主。

## 生涯
享保15年（1730年）1月24日（異説として11月21日）、第4代藩主・植村家敬の次男として高取で生まれる。父が享保16年（1731年）に死去したとき、生まれたばかりであったために家督を継げず、分家から家包が迎えられて家督を継ぎ、家道は順養子となった。元文3年（1738年）の家包の死去で跡を継いだ。元文3年（1738年）から大和における幕府領の預かりを任されている。これには外様大名であった宇陀松山藩の宇陀崩れ騒動などが原因であった。
明和4年（1767年）3月18日に死去した。享年38。跡を長男の家久が継いだ。